# 487

487(사백팔십칠)은 486보다 크고 488보다 작은 자연수다.

## 수학
- 93번째 소수(素數)다. 앞의 소수는 479, 다음 소수는 491이다.
- {\displaystyle 487=157+163+167}
  - 연속하는 세 소수(素數)의 합으로 나타낼 수 있으며, 이 성질을 지닌 앞의 수는 471, 다음 수는 503이다.
- {\displaystyle 41^{9}-1}은 487로 나누어떨어진다.

## 과학
- NGC 487(영어판): 고래자리 방향에 있는 막대나선은하.

## 교통
- 일본 487번 국도(일본어판): 히로시마현 구레시에서 히로시마시 미나미구까지 이어지는 일본의 국도.
- 현도 제487호선

## 군사
- U-487(영어판, 독일어판): 제2차 세계 대전에 사용된 나치 독일의 군용 잠수함.

## 문화유산
- 대한민국의 보물 제487호: 정탁초상
- 대한민국의 사적 제487호: 서귀포 김정희 유배지

## 방송
- 스카이라이프의 카툰네트워크 채널 번호.

## 기타
- 연도: 487년, 기원전 487년